# Omega 3 (película)
Omega 3 es una película dirigida por el realizador cubano Eduardo del Llano y protagonizada por Carlos Gonzalvo (Mentepollo), Daylenis Fuentes, Héctor Noas y Omar Franco. Fue estrenada el jueves 21 de agosto en todos los cines de Cuba.
Inspirado en un cuento inédito del director, Eduardo del Llano, es considerada la primera película nacional de ciencia ficción, la cinta recrea una historia futurista que puede catalogarse de tragicomedia de humor negro.
Ubicado en un escenario indeterminado, el largometraje narra una confrontación entre vegetarianos, macrobióticos y ovolácteos ―nombrados Vegs, Macs y Ollies― en un futuro cercano; de ahí el sugerente título, que se refiere a un componente alimenticio clave para el correcto funcionamiento del cerebro.
Los vegs (vegetarianos), los macs (macrobióticos) y los ollies (ovolácteos) tratan de imponer sus regímenes dietéticos como únicos y por tanto, absolutos; con tal objetivo descalifican a los otros, los enfrentan o —siguiendo la anécdota— unos caen prisioneros de quien trata de “convertir” a los reos por la fuerza a su banda, o sea, a su manera de concebir la alimentación.
Aunque se hace énfasis en su condición de pionera de la CF en la filmografía nacional, lo primero que Del Llano hizo en una entrevista concedida a Cubacine(http://oncubamagazine.com/cultura/omega-3-un-estreno-de-ciencia-ficcion-para-el-verano/) fue aclarar que, si bien la cinta es la primera en inscribirse puramente en este género, ya han existido otras aproximaciones dentro del séptimo arte en la Isla.